# Asab
Asab (o Aseb) es un puerto en Eritrea en la costa oeste del Mar Rojo.  Posee una refinería de petróleo que provee el consumo local y el de Etiopía. También cuenta con infraestructuras como un aeropuerto. Es un importante mercado y sus playas y su vida nocturna son muy conocidas. Se encuentra en la provincia de Debubawi Keyih Bahri (Mar Rojo Sur).

## Población
Según el censo de 2006 contaba con una población de 74.405 habitantes. La estimación de 2010 refiere a 94.859 habitantes.

## Historia
En 1882 el territorio donde actualmente se encuentra Asab fue comprado por la Rubattino Shipping Company; más adelante adquirido por el gobierno italiano, el cual lo utilizó como estación de envío de carbón. En el siglo XX se convirtió en el puerto principal de Etiopía. Después de la independencia sirvió para la construcción de una refinería petrolífera construida por la Unión Soviética. Durante la guerra civil y la hambruna de los años 80, fue utilizado para traer la ayuda de alimentos a Eritrea y a la provincia etíope de Tigray . Las instalaciones portuarias fueron ampliadas en los años 90, con la construcción de la nueva terminal, pero el puerto ha decaído desde que el comercio con Etiopía acabó en 1998 a causa de  la guerra Eritrea-Etiopía.

## Asab y el imperio español

Pretensiones españolas en el Mar Rojo y el Golfo de Adén en el

Como curiosidad cabe destacar que este puerto pudo haber sido cedido a España en usufructo a partir de finales del siglo XIX, dado que en este tiempo el gobierno español estaba interesado en adquirir un puerto en el mar Rojo o la costa de Somalia que sirviera de punto intermedio entre la península ibérica y los entonces dominios españoles de Oriente (Filipinas, y los archipiélagos de las Palaos, Carolinas y Marianas.